# Under mørket
|  | Denne artikel er oprettet af botten PalnaBot ud fra en ekstern database. Den kan derfor have sproglige fejl eller mangler. Denne skabelon kan fjernes efter kontrol af indholdet. |

Under mørket er en dokumentarfilm fra 2011 instrueret af Anita Hopland.

## Handling
Under Mørket handler om frygten der altid vil være en del af alle menneskers liv men hvis vi accepterer og undersøger den, kan vi så give slip? Dette er et portræt af fortidens frygt i nutidens hverdags øjeblikke, der lærer os at leve med den.